# Ибн Баттута
Абу Абдуллах Муха́ммад ибн Абдулла́х ат-Танджи́, более известен как Ибн Батту́та (бербер. ⵎⵉⵙ ⵏ ⵡⵓⴱⵟⵟⵓⵟ, араб. ابن بطوطة‎; 24 февраля 1304, Танжер — 1368/1369, Марракеш) — мусульманский путешественник и купец, объехавший страны исламского и неисламского мира — от Булгара до Момбасы, от Томбукту до Китая. Автор книги «Подарок созерцающим о диковинках городов и чудесах странствий».

## Детство и юность
Его полное имя: Абу Абдалла Мухаммад ибн Абдалла ибн Мухаммад ибн Ибрахим ибн Юсуф аль-Лявати ат-Танджи ибн Баттута ибн Хамид аль-Гази ибн аль-Курайш аль-Али (أَبُو عَبْدُ ٱللّٰهِ مُحَمَّدٌ اِبْنُ عَبْدِ ٱللّٰهِ بْنُ مُحَمَّدٍ اِبْنُ إِبْرَاهِيمَ بْنُ يُوسُفَ ٱللَّوَاتِي ٱلطَّنْجِي بْنُ بَطُّوطَةُ بْنُ حَمِيدٍ اَلْغَازِي بْنُ ٱلقُرَيْشٍ اَلْعَلِي‎). Будущий великий путешественник родился 24 февраля 1304 года в Танжере (Марокко) в семье уважаемого шейха Абдаллы ал-Лавати. Предки Ибн Баттуты происходили из берберского племени лавата — об этом свидетельствует нисба (часть имени) «аль-Лавати». О его детских годах известно очень мало. Он получил образование в медресе. Отец Ибн Баттуты, кади Танжера, хотел видеть сына своим преемником.

## Путешествия

### Паломничества в Мекку

Миниатюра XIII века, изображающая группу пилигримов, совершающих хадж

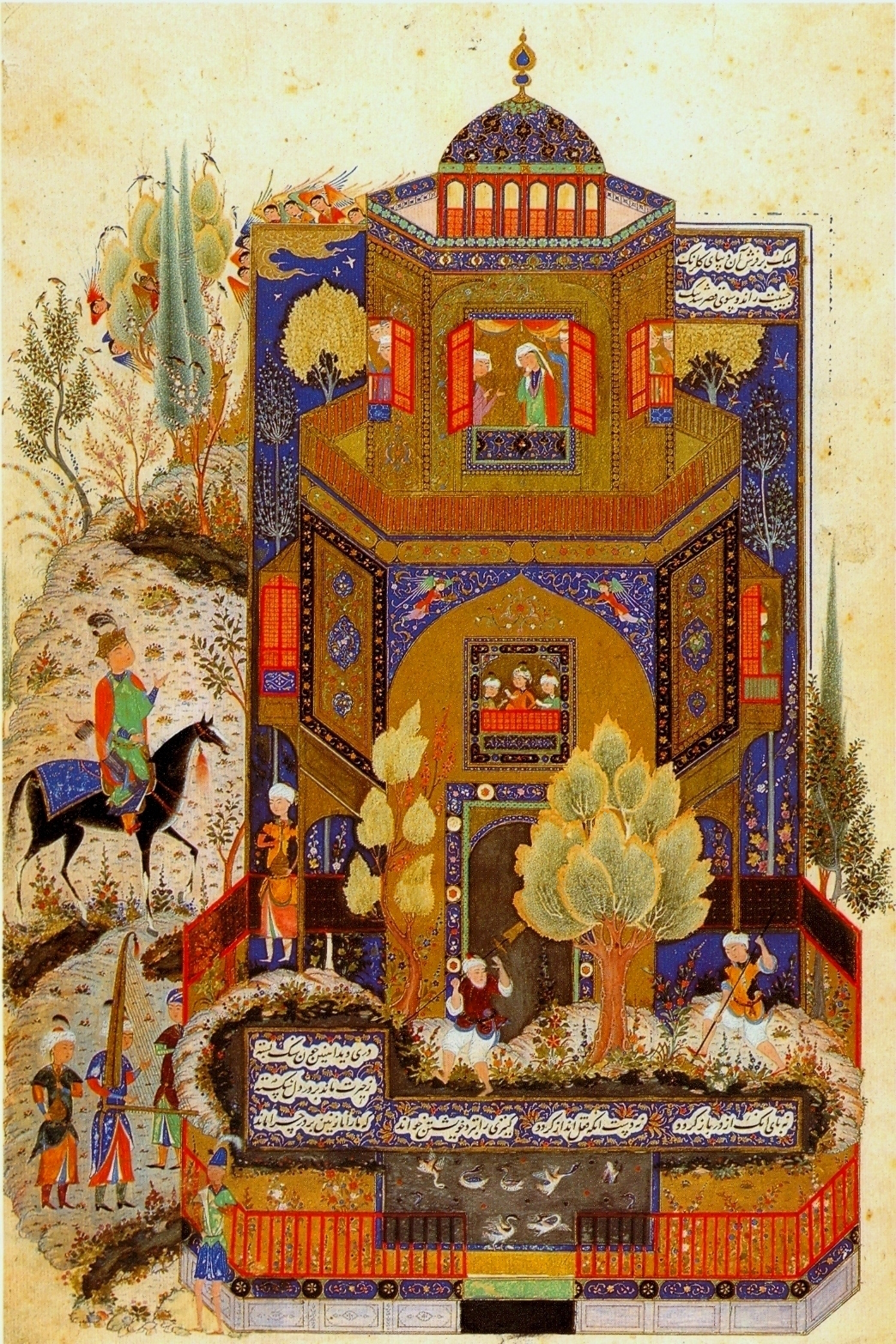
Хосров у дворца Ширин

14 июня 1325 года Ибн Баттута выехал из Танжера, чтобы совершить хадж в Мекку, центр религиозного поклонения мусульман, где находится Кааба с чёрным камнем. Приключения при переходе с величайшей пустыни Сахары навели его на мысль продолжить путешествия.
Он путешествовал в Мекку по суше, продвигаясь вдоль берега Северной Африки. Его путь пролегал через Тунис, где он задержался на два месяца. Для большей безопасности Ибн Баттута старался присоединяться к караванам, что уменьшало риск быть атакованным местными племенами бедуинов. В городе Сфакс он нашёл себе невесту, первую, но далеко не последнюю в его путешествиях.
Ранней весной 1326 года, после путешествия длиной более чем в 3500 км, Ибн Баттута добрался до Александрии. В течение нескольких недель он исследовал достопримечательности этой местности, после чего двинулся вглубь материка, в сторону Каира, столицы Мамлюкского султаната, крупного города уже в те времена. Проведя около месяца в Каире, он двинулся в сторону Мекки по наименее используемому пути из трёх имеющихся. Ибн Баттута пересёк Египет и намеревался отплыть в Джидду, но междоусобица местных племён заставила его вернуться в Каир. Затем он посетил Иерусалим, Дамаск, Мекку, Басру, Багдад, где удостоился аудиенции у ильхана Абу Саида, и Тебриз. После этого он вернулся в Мекку и стал факихом. Но его путешествия на этом не прекратились.
В дальнейшем он побывал в Африке, на Среднем и Дальнем Востоке — местах, неизвестных средневековым европейцам.

### В Йемен и Восточную Африку

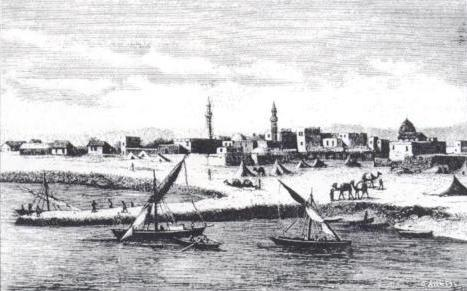
Порт Заилы

В 1330 году Ибн Баттута переплыл Красное море и прибыл в Аден (Йемен). Йемен раздирали внутренние конфликты, и только 2 городам — Сане (теперь столица Йемена) и ныне мелкому порту Забиду удавалось сохранять былое величие. Там он нанял судно, направлявшееся в Заилу (Сомали). После этого он двинулся к мысу Гвардафуй, дальше по берегу Сомали, останавливаясь на неделю в каждом месте. Позже он побывает и в Могадишо, важном городе земли берберов.
Когда он попал туда в 1331 году, Могадишо находился в зените своего могущества. Ибн Баттута описывал его как «исключительно большой город», с большим количеством богатых купцов, известный своими высококачественными тканями, которые экспортировались во многие страны, включая Египет. Дополнительно он писал, что город управляется султаном Сомали, родом из северного Сомали, равно хорошо говорящего на сомалийском диалекте и на арабском языке. Султан держал при себе свиту визирей, юристов, командующих армией, евнухов и разношёрстных слуг.

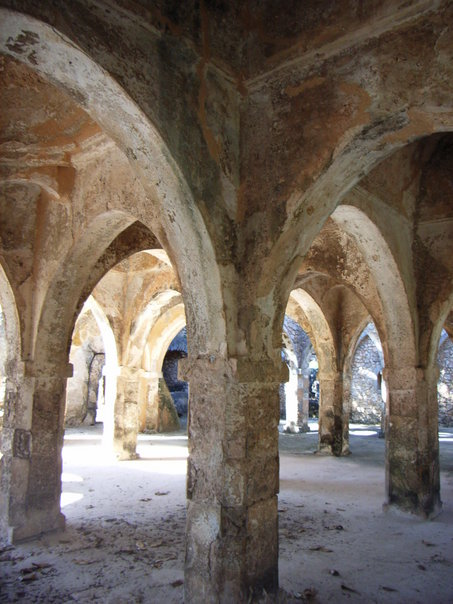
Великая мечеть Килва-Кисивани, сделанная из кораллов, крупнейшая мечеть этого типа

Ибн Баттута продолжил своё путешествие на юг на корабле в сторону берега Суахили. Одна из его остановок в дороге была на островном городе Момбаса. В то время это был небольшой город. Его расцвет произошёл на век позже. Затем, следуя вдоль береговой линии, Ибн Баттута достиг островного города Килва (расположен на территории современной Танзании), который к тому времени стал важным центром торговли золотом. Он описывал этот город как «один из самых красивых и хорошо сконструированных городов в мире».
Ибн Баттута оставил записи о своём визите в Килву в 1330 году, и восторженно отзывался о смирении и набожности местного правителя, султана Аль-Хасана ибн Сулеймана. Этим периодом датируется основание дворца Хусуни Кубва и существенная достройка Великой мечети Килвы. Ещё он писал, что власть султана распространяется от Малинди на севере до Иньямбане на юге, и в особенности был восхищён планировкой города, в которой он видел залог его успеха. Потом Ибн Баттута отплыл в Момбасу и Килву, богатые города на восточном побережье Африки, в которых разговаривали на языке суахили. Сильное впечатление на Ибн Баттуту произвёл чёрный цвет кожи местного населения. Чтобы возвратиться в Мекку, ему пришлось совершить плавание вокруг юга Аравии и выйти в Персидский залив, а затем пересечь Аравийский полуостров.
Из-за определённой неточности в хронологии нет возможности с уверенностью констатировать, закончилось ли это путешествие Ибн Баттуты в 1332 году (следуя вышеприведённой хронологической последовательности) или уже в 1330 (в этом случае годом его отъезда из Мекки следует считать 1328).

### По Малой Азии
Путешествие Ибн Баттуты по Руму (как мусульмане называли Малую Азию) началось зимой 1330 года, когда он прибыл на генуэзском корабле в порт Алайа. Затем он посетил Анталью, Лаодикею-на-Ликосе, Икониум (ныне Конья), Кесарию Каппадокийскую, Себастию, Бирги. Зимой 1331 года Ибн Баттута посетил османские владения Орхана. Прусса (ныне Бурса), как османская столица с 1326 года, предстала перед ним оживлённым торговым городом, как некогда и в византийские времена. Никею (ныне Изник), попавшую в руки Османов в марте 1331 года, Ибн Баттута посетил через семь месяцев после завоевания, обнаружив её в запущенном и полуразрушенном состоянии — из всего населения здесь им был найден лишь османский гарнизон. О незавидной участи малоазийских греков, попавших под владычество турок, свидетельствуют факты покупки путешественником греческой рабыни, а также получения в подарок от местного эмира ещё одной молодой рабыни-гречанки. В конце 1332 года он оказался в черноморском портовом городе Синоп.

### В Золотую Орду и Константинополь
Неутомимая любознательность толкала Ибн Баттуту в новые странствия. На греческом корабле он отплыл в Кафу (ныне Феодосия в Крыму), затем отправился в Солхат (ныне Старый Крым), а оттуда через Азак (ныне Азов) — на Кавказ. 6 мая 1334 года путешественник прибыл в ставку хана Золотой Орды Узбек-хана, располагавшуюся, предположительно, в районе Пятигорска, где хан принял его с небывалым почётом. Большие вопросы у историков вызывает путешествие Ибн Баттуты в Булгар, которое, по его словам, было совершено за 20 дней. Некоторые учёные (И. Хрбек, С. Яничек) считают, что Ибн Баттута в Волжской Булгарии не был — просто не мог успеть за столь короткий срок. Описание путешествия могло быть заимствовано из трудов других арабских авторов (Ибн Джубейр, Абу-ль-Фида) самим Ибн Баттутой или его литературным секретарём Ибн Джузаем. Так или иначе, путешественник в свите хана посещает Хаджи-Тархан (предшественник Астрахани). Затем он вызвался сопровождать одну из жён хана Баялун-хатун, дочь византийского императора Андроника III, в Константинополь, к отцу. В столице Византии арабский путешественник пробыл один месяц и шесть дней. После этого он вернулся на Волгу, в середине ноября прибыл в Новый Сарай (Сарай-Берке). 10 декабря 1334 года Ибн Баттута покинул столицу Золотой Орды, присоединившись к хорезмскому каравану. Через Сарай-Джук он направился в Среднюю Азию.

### В Индию и Китай
В Средней Азии Ибн Баттута посетил крупные торговые центры — Ургенч (Гургандж), Самарканд, Бухару. В Гургандже он был принят могущественным золотоордынским нойоном Кутлуг-Тимуром, по пути из Бухары в Самарканд заехал в ставку чагатайского хана Тармаширина. Через Хорасан и Афганистан достиг Делийского султаната. В Дели Ибн Баттута поступил на службу к султану Мухаммеду Туглаку. Он прожил в Индии восемь лет, был сначала кади (судьёй), потом факихом, а 22 июля 1342 года выехал в Китай в качестве султанского посла. Путешествие в Китай началось для Ибн Баттуты неудачно. По дороге к берегу он с товарищами были атакованы бандитами. Ибн Баттута был ограблен, отстал от товарищей и был близок к гибели. Несмотря на эти неприятности, Ибн Баттута уже через 10 дней нагнал свою группу и вместе они продолжили свой путь в Камбей, что в Индийском штате Гуджарат. Оттуда они отплыли в Кожикоде (куда португальский исследователь Васко да Гама попадёт на два столетия позже). Неприятности Ибн Баттуты продолжались: пока он был в мечети на берегу, один из кораблей его экспедиции затонул у берега из-за внезапно поднявшегося шторма. Второй корабль отплыл не дождавшись Ибн Баттуты (правда лишь для того, чтобы быть захваченным царьком Суматры несколькими месяцами позже).
Опасаясь вернуться в Дели с пустыми руками, Ибн Баттута какое-то время оставался в южной Индии под защитой Джамаль-ад-Дина, правителя маленького, но могущественного султаната Навая, стоящего на берегах реки Шаравати около Аравийского моря. Восстание в султанате вынудило Ибн Баттуту покинуть Индию. Имея своей конечной целью Китай, вначале Ибн Баттута завернул на Мальдивы. На Мальдивских островах он провёл 9 месяцев, намного больше, чем рассчитывал. Его знания в области фикха были востребованы нацией, недавно совершившей переход от буддизма к исламу. Из Мальдив Ибн Баттута приплыл на Шри-Ланку, там он посетил Шри Паду. После многочисленных приключений Баттута якобы добрался до порта Кантона, а потом через Малайзию, Бенгалию и Индию вернулся в Марокко (1349). Факт посещения им Китая подвергается сомнению, ибо его сведения об этой стране не отличаются точностью.

### В Аль-Андалус и Гранаду

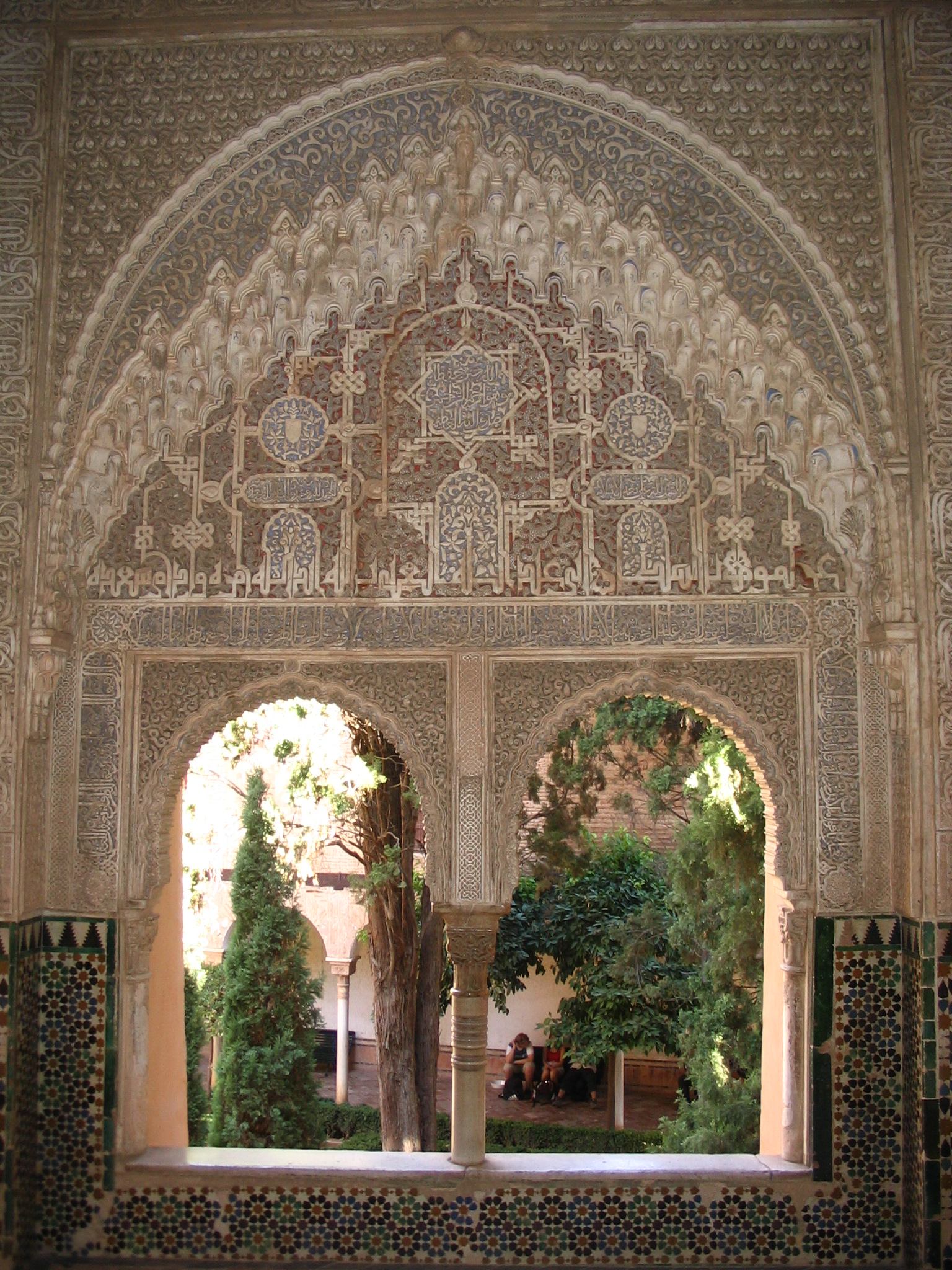
Ибн Баттута побывал в Гранадском эмирате, последнем оплоте мувалладов в Аль-Андалусе

В 1350 году, после нескольких дней пребывания в Танжере, Ибн Баттута отправился в путешествие в Аль-Андалус, часть Пиренейского полуострова, контролируемую маврами. Король Альфонсо XI Справедливый намеревался атаковать Гибралтар, и Ибн Баттута присоединился к группе мусульман, отправившихся из Танжера на защиту этого порта. Во время их пути Альфонсо умер от чумы, и угроза нападения на Гибралтар миновала. Ибн Баттута воспользовался этим для того, чтобы превратить своё путешествие в туристическую поездку по достопримечательностям Валенсии и Гранады.
Вернувшись из Аль-Андалуса, он решил проехать через Марокко, одну из немногих мусульманских стран, которых он парадоксальным образом ещё не исследовал. Остановившись в Марракеше, он обнаружил, что город напоминает собственный призрак после недавней эпидемии и переноса столицы в Фес.
Ибн Баттута снова ненадолго вернулся в Танжер, чтобы спланировать свою следующую экспедицию. Мысль посетить Мали возможно зародилась у него уже в 1324 году, во время его первого путешествия в Каир, когда через этот город проезжал (делая свой собственный хадж) Манса Муса, великий правитель Мали, вызвав фурор своим богатством и экстравагантностью.

### В Мали
В 1352 году Ибн Баттута вновь отправился в путь, на сей раз — в Африку. Это была его крупнейшая экспедиция. Направляясь в Мали, он пересёк Сахару. Дорога была трудной, пустыня кишела разбойниками, и путешественник присоединился к каравану на верблюдах. Первую остановку караван сделал в Тагазе. По свидетельству Баттуты, все дома там были сделаны из соли и верблюжьих шкур. Путники взяли с собой запас воды на 10 дней: столько дней занимал путь до Тасаралы. Оттуда было недалеко и до Валаты. Несмотря на все сложности, Баттута успешно пересёк Сахару и прибыл в Мали, а затем добрался до реки Нигер. Путешествие было очень рискованным, однако Ибн Баттута достиг богатейшего малийского города Томбукту и побывал при дворе мансы Сулаймана.
В январе 1354 года он возвратился в Фес, где по приказанию маринидского султана Абу Инана продиктовал воспоминания о своих путешествиях учёному шейху из Гранады Мухаммеду ибн Джузаю. В декабре 1355 года ибн Джузай завершает литературную обработку воспоминаний Ибн Баттуты, сыграв в истории роль, подобную роли Рустичано при другом великом путешественнике — Марко Поло. Описание Мали в воспоминаниях Ибн Баттуты — основной источник, по которому мы можем судить о жизни этого средневекового государства.

### Последние годы жизни
О последних годах Ибн Баттуты после окончания записи его путешествий в 1355 году известно немногое. Он был назначен на пост кади в Марокко и скончался в 1368 или 1369 году.

## Историческое значение

Карта Азии в 1345 году

Всего Ибн Баттута преодолел 120 700 км. Все посещаемые страны Ибн Баттута описывал с возможной полнотой. В первый раз его сочинение было частично переведено на европейский (латинский) язык в 1818 году под названием «De Mohammede Ebn-Batuto Arabe Tingitano ejusque itineribus», затем в 1829 году на английский язык под названием «The Travels of Ibn Batuta, translated from the abridged Arabic MS. Copies by Lec».
Нет никаких упоминаний о том, вёл ли Ибн Баттута какие-либо записи все 29 лет своих странствий. Когда он диктовал свои впечатления, он должен был основываться на своей памяти и уже вышедших в свет манускриптах своих предшественников. Некоторые эпизоды путешествий Ибн Баттуты являются явным заимствованием. Западные ориенталисты ставят под сомнение тот факт, что Ибн Баттута действительно посетил все те места, которые он описывает, и считают, что часть его описаний взята из услышанного им, а не из увиденного лично. Так, нерешённым является вопрос, действительно ли Ибн Баттута побывал в Китае. Тем не менее, несмотря на определённую недостоверность, записи Ибн Баттуты дают хорошее представление о большой части цивилизации 14 века.
Ибн Баттута испытывал временами культурный шок из-за несоответствия обычаев народов, недавно принявших ислам, нормам, на которых он был воспитан. Так, например, он был потрясён свободой речи, которую позволяют себе тюркские и монгольские женщины в разговорах со своими мужьями.
Для истории России имеет наибольшее значение описание Золотой Орды времён хана Узбека. В 1874 году в Петербурге вышло издание этой книги с арабским текстом и французским переводом (Voyages d’Ibn Batoutah. Texte arabe, accompagné d’une tradition par C. Defrémery et B.R. Sanuineti).

## Маршруты путешествий

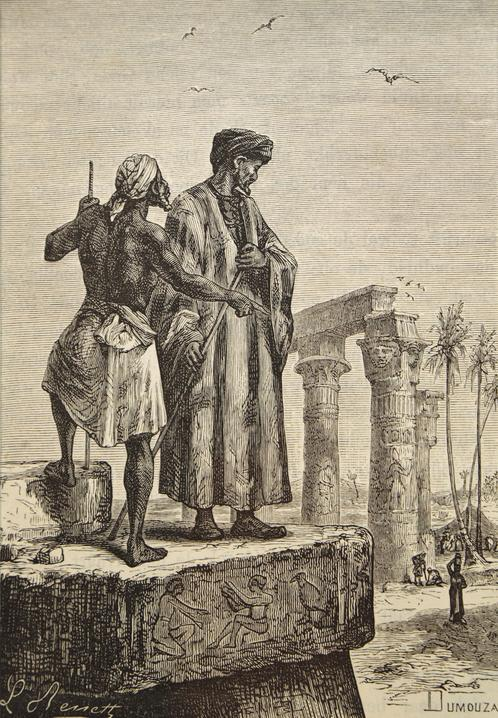
Ибн Баттута в Египте. Иллюстрация Леона Бенета

За свою жизнь Ибн Баттута преодолел более чем 73 000 миль (117 500 км) и посетил эквивалент 44 современных стран.

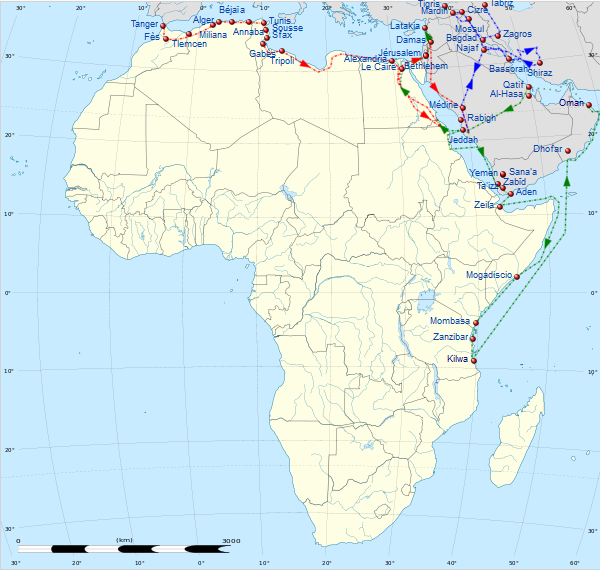
Маршрут в период с 1325 по 1332

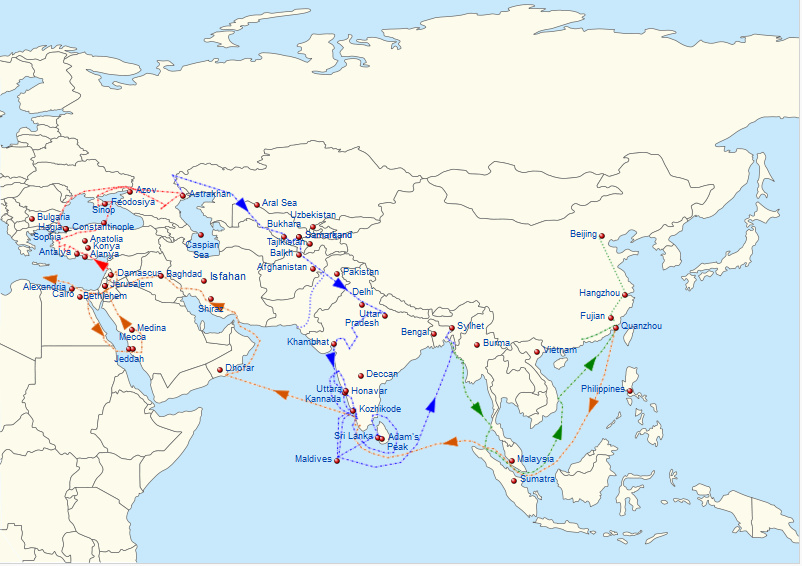
Маршрут в период с 1332 по 1346

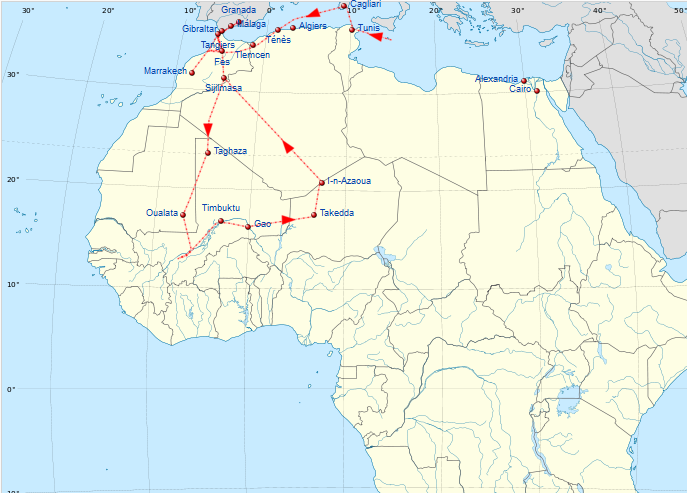
Маршрут в период с 1349 по 1354

## Память
- В 1976 году Международный астрономический союз присвоил имя Ибн Баттуты кратеру на видимой стороне Луны.
- В Дубае есть торговый центр, названный в честь Ибн Баттуты.
- Имя Ибн Баттуты также носят международный аэропорт в Танжере и домашняя арена[англ.] местного футбольного клуба «Иттихад Танжер[англ.]».